# 220 Stephania
220 Stephania eller 1925 VE är en asteroid i huvudbältet som upptäcktes den 19 maj 1881 av den österrikiske astronomen Johann Palisa. Den fick senare namn efter Stéphanie av Belgien, Österrikes kronprinsessa 1881-1889.
Stephanias senaste periheliepassage skedde den 25 juni 2022. Dess rotationstid har beräknats till 18,20 timmar. Asteroiden har uppmätts till diametern 31,12 kilometer.